# Żelewiec
Żelewiec (dodatkowa nazwa w j. kaszub. Żeléwc) – osada w Polsce położona nad Jeziorem Wieckim, w województwie pomorskim, w powiecie kościerskim, w gminie Lipusz.